# Mito di Iside e Osiride

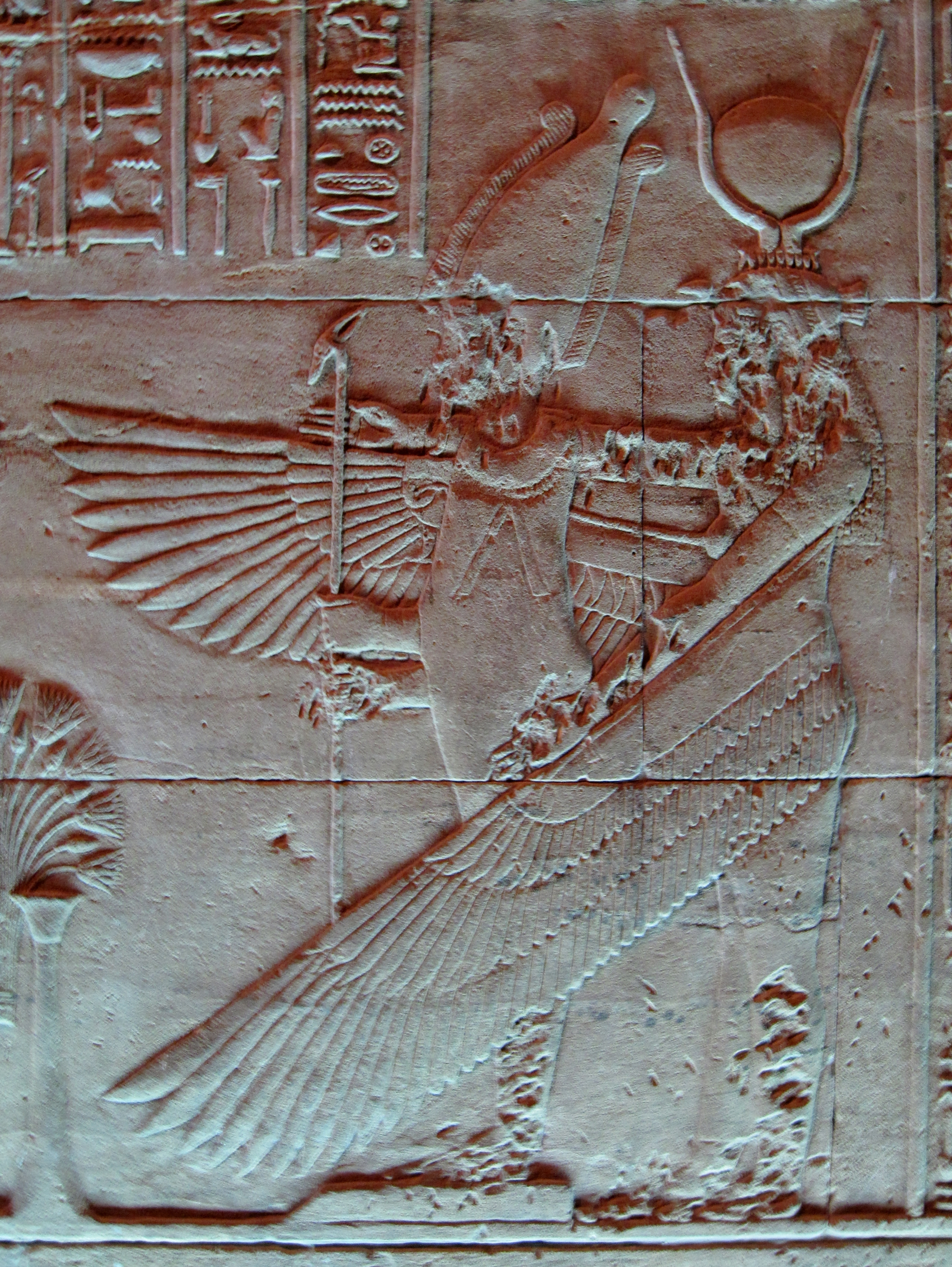
Iside abbraccia Osiride con le sue ali

Il mito di Iside e Osiride è il mito più famoso della mitologia egizia. Esso è narrato sia nelle iscrizioni sui templi egizi, sia nel testo "Su Iside e Osiride", scritto da Plutarco.
Qui lo si riporta nella sua versione più completa.

## Il mito
La dea del cielo Nut ed il dio della terra Geb generarono Osiride, Iside, Nefti, Seth e Haroeris. Iside, dea dell'amore e della maternità, sin da quando era nel ventre materno amava Osiride e i due, dopo la nascita, divennero faraoni e civilizzarono il mondo.
Un giorno, Seth decise di uccidere il fratello Osiride. Assieme ad alcuni complici costruì quindi un sarcofago e, durante una festa, proclamò che l'avrebbe regalato a chiunque fosse riuscito ad entrarci perfettamente.
Mentre Osiride, incoraggiato dal fratello, tentava di entrarvi, il fratello lo chiuse dentro e gettò il sarcofago nel Nilo. Il sarcofago discese il fiume fino al mare per poi fermarsi a Biblo, dove un'acacia lo avvolse coi propri rami. In tempi successivi l'acacia venne tagliata e dal tronco si ricavò un pilastro per il palazzo del re di Biblo.
Nella disperata ricerca di Osiride, Iside giunse a Biblo dove, sotto le sembianze da comune mortale, riuscì ad entrare a far parte della corte reale, a guadagnarsi la fiducia della regina Nemano e a divenire nutrice del giovane principe della città. Un giorno Nemano scoprì Iside mentre poneva il principe bambino sulle braci ardenti: non consapevole del fatto che si trattava di un rito atto a garantire l'immortalità al bambino, la regina si allarmò e Iside fu costretta ad assumere le sue vere sembianze e a svelare il reale motivo per cui si trovava nella città. Messa al corrente, Nemano consegnò il sarcofago, che ancora era contenuto nel pilastro d'acacia, alla dea.
Iside tentò invano di resuscitare Osiride, ma ne rimase fecondata. Ne nascose quindi il corpo a Buto, mentre qualche tempo dopo partorì Horus e lo allevò in segreto nelle paludi del Delta.

Un giorno Seth trovò il corpo di Osiride. Furibondo, lo smembrò e ne disperse i pezzi per l'Egitto, sicuro che Iside si sarebbe arresa ed infine, per maggior sicurezza, mise Iside e Nefti sotto chiave. Queste vennero liberate successivamente da Selket e altre sette dee, e si misero subito alla ricerca delle parti del corpo di Osiride. Dopo averlo ricomposto lo mummificarono, affinché il dio potesse rinascere nei campi Aaru, una sorta di paradiso egizio.
Iside sarebbe poi andata, insieme ai cari di Osiride, nell'Oltretomba per vivere in eterno con lui.
Osiride risorse e divenne (secondo alcune tradizioni) il dio dell'oltretomba.
Sarebbe spettato ad Horus, il figlio di Iside ed Osiride concepito a Biblo, sconfiggere lo zio Seth in una serie di battaglie e divenire faraone per portare la gloria del padre.

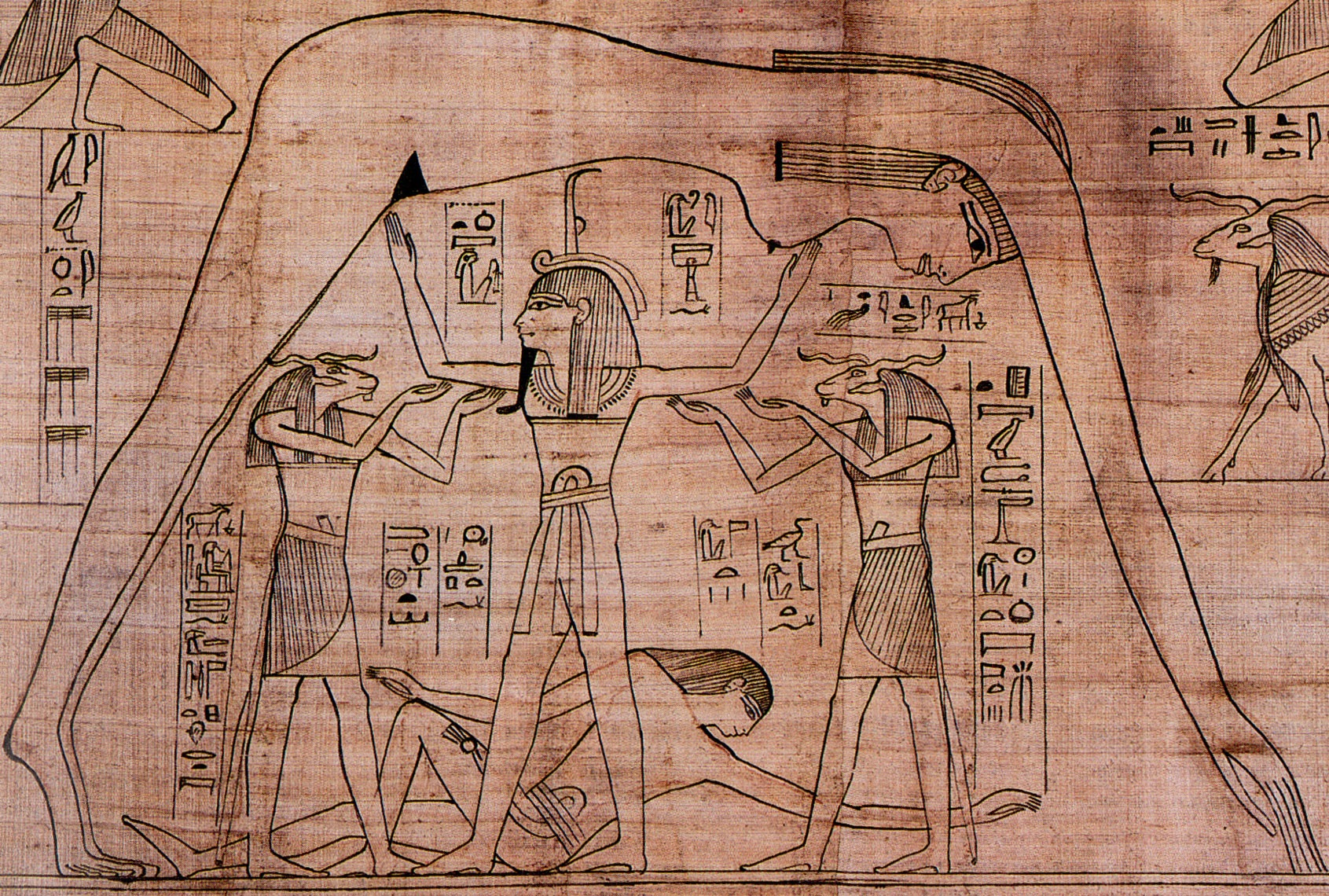
Nut e Geb, genitori di Osiride, Iside, Nefti e Seth, separati da loro padre Shu.
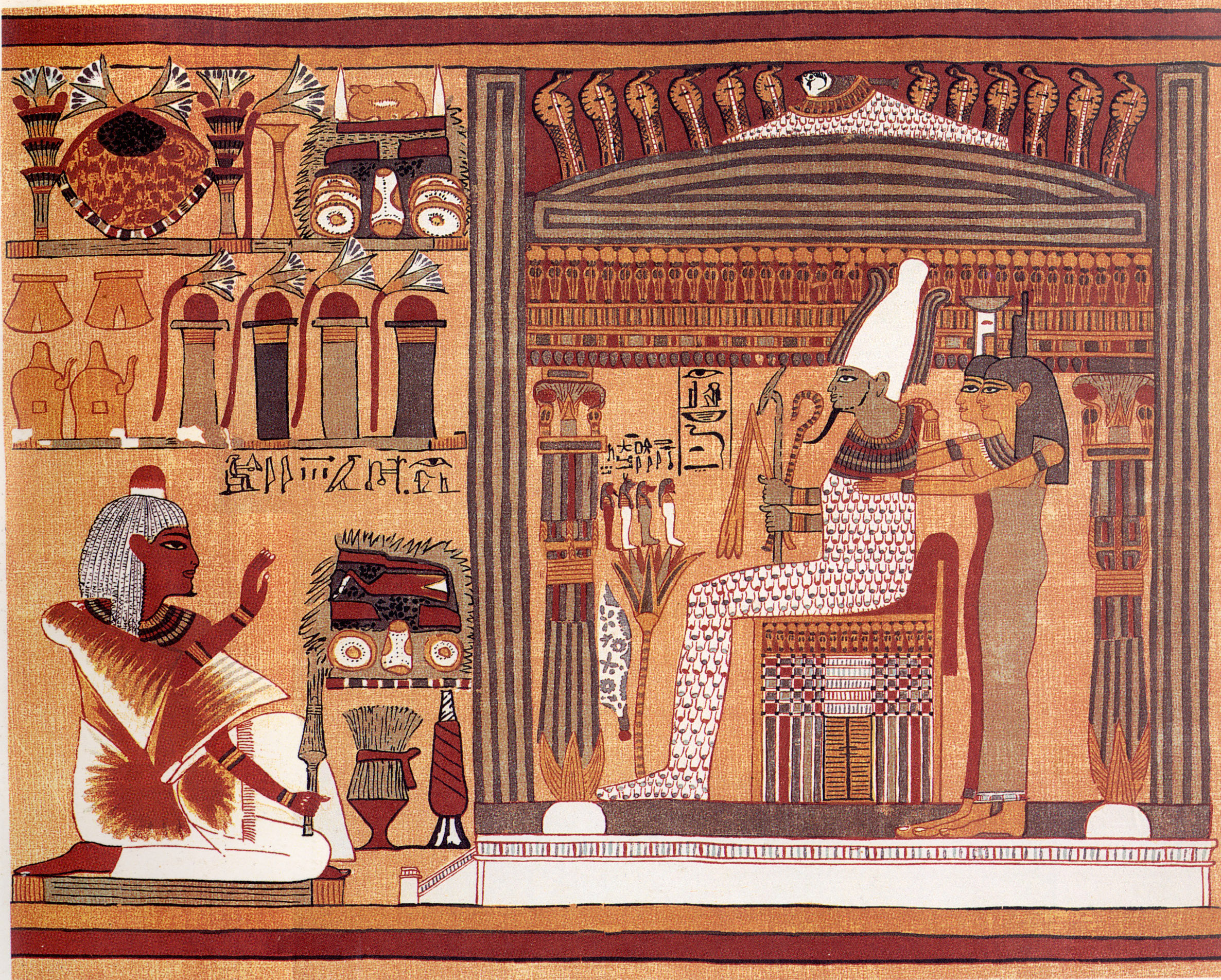
Un defunto, Ani, si prostra dinnanzi ad Osiride, dietro al quale vi sono Iside e Nefti.
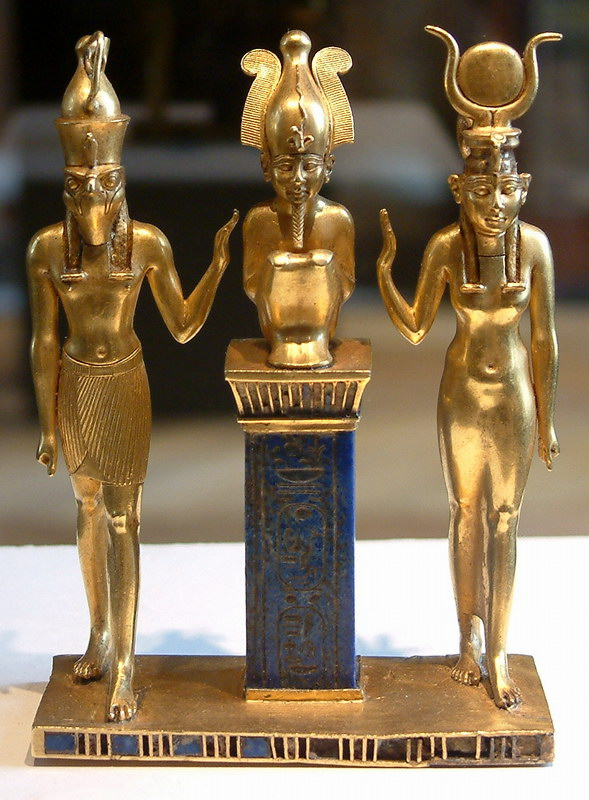
Triade divina recante i cartigli di Osorkon II; da sinistra, Horo, Osiride ed Iside. Parigi, Louvre.
Horus, figlio di Osiride.